# H.248
H.248, também conhecido como protocolo Megaco, é um padrão desenvolvido cooperativamente entre o ITU e a IETF para permitir que um Media Gateway Controller (MGC) desempenhe seu papel em um media gateway (MG). Competindo com outros protocolos como o MGCP e MDCP, é considerado um protocolo complementar ao H.323 e ao SIP, no qual o MGC controla os MGs via H.248 mas comunicará com outro via H.323 ou SIP.